# Имя обращения
Имя обращения (швед. Tilltalsnamn) — в Швеции это имя человека, которое используется в обращении к нему (обычное, используемое имя) и часто оно отличается от первого имени в полном именовании человека.
Следующий пример показывает это: Юхан Август Стриндберг, Карл Вильгельм Эуген Стенхаммар, Сара Каролин Сегер, Элизабет Регина Бек-Фриис, Астрид Эдна Эльвира Мартин.
Иногда в качестве имени обращения используется половина двойного имени, как в случае с Гун-Мари Фредрикссон.